# Хейвер, Филлис
Филлис Хейвер урождённая Филлис О'Хейвер (англ. Phyllis Haver; 6 января 1899, Дуглас, Канзас – 19 ноября 1960, Шарон, Коннектикут) – американская актриса
 немого кино.

## Биография
Образование получила в высшей политехнической школе в Лос-Анжелесе. Работала аккомпаниаторшей в кинотеатрах.
Карьеру на экране начала в шоу и фильмах Мака Сеннета. Позже подписала контракт с DeMille-Pathé.
Снялась в 103 немых и двух звуковых фильмах.
В 1929 году вышла замуж за миллионера Уильямса Симанса. После шестнадцати лет брака пара развелась в 1945 году. У супругов не было детей.
После развода Филлис жила одиночкой, поселилась в огромном доме в Коннектикуте . Посетителей не принимала. Предприняла несколько попыток самоубийства.
19 ноября 1960 года 61-летняя Филлис покончила с собой от передозировки барбитуратов. Её нашли в постели полностью одетой с макияжем.

## Избранная фильмография
- Whose Baby? (1917)
- The Sultan's Wife (1917)
- The Pullman Bride (1917)
- A Small Town Idol (1921)
- The Balloonatic (1923)
- Lilies of the Field (1924)
- The Fighting Coward (1924)
- Single Wives (1924)
- Сноб (1924)
- New Brooms (1925)
- Her Husband's Secret (1925)
- The Caveman (1926)
- Up in Mabel's Room (1926)
- Дон Жуан  (1926)
- Три негодяя (1926)
- Fig Leaves (1926)
- What Price Glory? (1926)
- No Control (1927)
- Путь всякой плоти (1927)
- The Rejuvenation of Aunt Mary (1927)
- The Fighting Eagle (1927)
- Чикаго (1927)
- The Battle of the Sexes (1928)
- Sal of Singapore (1928)
- 'Гром (1929)
- The Office Scandal (1929)
- She Couldn't Say No (1930)